# Guerra Junqueiro
Abílio Manuel Guerra Junqueiro (n. 17 septembrie, 1850, Freixo de Espada à Cinta — d. 7 iulie, 1923, Lisabona) a fost un important poet, deputat și jurnalist portughez.

## Viața și opera
S-a format la Universitatea din Coimbra iar apoi a intrat în birocrație. A fost ministru al Republicii Portugheze la Berna. El satirizează, ca și Eça, idealul de dragoste al romantismului, în A Morte de Don João (Moartea lui Don Juan, 1874) și ideologia clericală în A Velhice do Padre Eterno (Bătrânețea tatălui din ceruri, 1885).
Prin poemele sale pamfletare, Junqueiro a fost o forță activă și dinamizatoare a paturilor mic-burgheze. A cunoscut o popularitate care, pe vremea aceea, nu era egalată decât poate de cea de care se bucura João de Deus. Junqueiro este si autorul al unui injurios și frenetic poem, „Finis Patriae”.

### Scrieri
- 1874: Moartea lui Don Juan ("A morte de Dom João")
- 1890: Finis patriae
- 1892: Cei umili ("Os simples")
- 1896: Patria ("Pátria")
- 1903: Orație pâinii ("Oração ao pão")
- 1904: Orație luminii ("Oração à luz").